# Gare de Combourg
La gare de Combourg est une gare ferroviaire française de la ligne de Rennes à Saint-Malo-Saint-Servan, située à deux kilomètres du centre ville de Combourg, dans le département d'Ille-et-Vilaine en région Bretagne.
Elle est mise en service en 1864 par la compagnie des chemins de fer de l'Ouest. C'est aujourd'hui une gare de la Société nationale des chemins de fer français (SNCF), elle est desservie par des trains express régionaux TER Bretagne.

## Situation ferroviaire
Établie à 66 m d'altitude, la gare de Combourg est située au point kilométrique (PK) 415,179 de la ligne de Rennes à Saint-Malo-Saint-Servan, entre la gare de Dingé et la gare de Bonnemain.

## Histoire
La station est créée et mise en service par la compagnie des chemins de fer de l'Ouest le 27 juin 1864, lorsqu'elle inaugure la ligne entre Rennes et Saint-Malo.

## Fréquentation
De 2015 à 2023, selon les estimations de la SNCF, la fréquentation annuelle de la gare s'élève aux nombres indiqués dans le tableau ci-dessous.
| Année                     | 2015    | 2016    | 2017    | 2018    | 2019    | 2020    | 2021    | 2022    | 2023    |
| ------------------------- | ------- | ------- | ------- | ------- | ------- | ------- | ------- | ------- | ------- |
| Voyageurs seuls           | 267 557 | 262 920 | 267 969 | 266 528 | 297 540 | 216 965 | 274 818 | 377 445 | 433 613 |
| Voyageurs + non voyageurs | 334 446 | 328 650 | 334 961 | 333 160 | 371 925 | 271 206 | 343 522 | 471 806 | 542 017 |

## Service des voyageurs

### Accueil
Gare SNCF, elle dispose d'un bâtiment voyageurs avec guichet ouvert tous les jours, elle est équipée de distributeurs automatiques de titres de transport TER et de divers services.

### Desserte
Combourg est desservie par des trains TER Bretagne circulant, sur la ligne 13 entre Rennes et Saint-Malo, et sur la ligne 17 entre Rennes et Dol-de-Bretagne.

### Intermodalité
Un parc pour les vélos et un parking véhicules sont aménagés à proximité.